# 帕梅拉·哈里曼
帕梅拉·贝丽尔·哈里曼（Pamela Beryl Harriman，1920年3月20日—1997年2月5日），英裔美国外交家、政治活动家，美国民主党人，曾任美国驻法国大使（1993年-1997年）。

## 生平
帕梅拉出生于英国贵族家庭，娘家姓是迪格比。帕梅拉第一任丈夫是英国前首相温斯顿·丘吉尔的儿子伦道夫·丘吉尔，第三任丈夫W·埃夫里尔·哈里曼曾任美国驻外大使、美国商务部长和纽约州州长。
1971年，帕梅拉成为美国公民。1993年，美国总统比尔·克林顿任命帕梅拉为美国驻法国大使。1997年2月5日，帕梅拉在巴黎里茨酒店游泳时发生脑溢血，后抢救无效逝世。
帕梅拉育有一子，即英国国会议员温斯顿·丘吉尔。